# Désirs secrets
Pour les articles homonymes, voir Alice Adams et Adams.
Pour plus de détails, voir Fiche technique et Distribution.
Désirs secrets (titre original : Alice Adams) est un film américain en noir et blanc réalisé par George Stevens, sorti en 1935. 
Il s'agit de l’adaptation d'un roman du même nom de Booth Tarkington (Prix Pulitzer en 1921).

## Synopsis
Alice Adams est une très jolie jeune fille issue d'une famille beaucoup plus modeste que celles de ses connaissances. Pour cette raison, elle est peu souvent invitée, et on ne fait pas grand cas d'elle, elle est profondément malheureuse, honteuse de son milieu, de sa famille ce qui l'amène à mentir.
Elle rêve de s’élever socialement et calque son attitude sur celle des jeunes filles qu'elle admire. Au cours du seul bal auquel elle n'ait jamais invitée, elle rencontre Arthur Russell, un jeune et beau riche héritier. Il tombe amoureux de sa fraîcheur et de sa candeur. Toutefois, l’entourage d'Arthur voit leur relation d'un très mauvais œil.

## Fiche technique
- Titre : Désirs secrets
- Titre original : Alice Adams
- Réalisation : George Stevens
- Scénario : Dorothy Yost, Jane Murfin et Mortimer Offner d'après le roman de Booth Tarkington (1921)
- Photographie : Robert De Grasse
- Montage : Jane Loring (non créditée)
- Musique : Roy Webb et Max Steiner
- Décors : Van Nest Polglase
- Costumes : Walter Plunkett
- Producteur : Pandro S. Berman
- Société de production et de distribution : RKO
- Pays d'origine :  États-Unis
- Format : Noir et blanc - Son : Mono (RCA Victor System)
- Genre : Comédie dramatique
- Durée : 99 minutes (1 h 39)
- Dates de sortie : 
  - États-Unis : 15 août 1935 (première)
  - France : 29 novembre 1935

## Distribution
- Katharine Hepburn : Alice Adams
- Fred MacMurray : Arthur Russell
- Fred Stone : Virgil Adams
- Evelyn Venable : Mildred 'Georgette' Palmer
- Frank Albertson : Walter Adams
- Ann Shoemaker : Mme Adams
- Charley Grapewin : J. A. Lamb
- Grady Sutton : Frank Dowling
- Hedda Hopper : Mme Palmer
- Jonathan Hale : M. Palmer
- Hattie McDaniel : Malena Burns
- Margaret Morris
- Walter Brennan